# كيم سونغ-دو
كيم سونغ-دو هو سياسي كوري شمالي، ولد في 1 مارس 1958 في هامغيونغ الجنوبية في كوريا الشمالية. نشط حزبياً في حزب العمال الكوري.